# Robert Cullen
Robert Cullen (カレン・ロバート Cullen Robert?), född 7 juni 1985, är en japansk tidigare fotbollsspelare.
Han blev utsedd till J.Leagues Rookie of the Year 2005.